# هلنا گروسوونا
هلنا گروسوونا (لهستانی: Helena Grossówna؛ ‏ ۲۵ نوامبر ۱۹۰۴ – ۱ ژوئیهٔ ۱۹۹۴) بازیگر و رقصنده اهل لهستان بود.
از فیلم‌ها یا برنامه‌های تلویزیونی که وی در آن نقش داشته‌است، می‌توان به همسایه‌ها، یک همسر سیاستمدار، روبرت و برترام و خانه‌به‌دوش اشاره کرد.
وی همچنین برندهٔ جوایزی همچون صلیب پارتیزان شده‌است.